# Calliostoma aporia
Calliostoma aporia là một loài ốc biển, là động vật thân mềm chân bụng sống ở biển thuộc họ Calliostomatidae.